# Molophilus (Molophilus) gravis
Molophilus (Molophilus) gravis is een tweevleugelige uit de familie steltmuggen (Limoniidae). De soort komt voor in het Afrotropisch gebied.